# Premiul Saturn pentru cea mai bună lansare pe DVD a unui film clasic
Premiul Saturn pentru cea mai bună lansare pe DVD a unui film clasic (în engleză Saturn Award for Best Classic Film Release) este un premiu acordat din 2001 de Academy of Science Fiction, Fantasy and Horror Films pentru cea mai bună lansare pe DVD a unui film clasic:
| An               | Film                                                                 | Ref.   |
| ---------------- | -------------------------------------------------------------------- | ------ |
| 2001 (28th)      | Albă ca Zăpada și cei șapte pitici (Platinum Edition)                | [ 1 ]  |
| 2001 (28th)      | Întâlnire de gradul trei (The Collector's Edition)                   | [ 1 ]  |
| 2001 (28th)      | Star Trek: Filmul (The Director's Edition)                           | [ 1 ]  |
| 2001 (28th)      | Războiul stelelor - Episodul I: Amenințarea fantomei                 | [ 1 ]  |
| 2001 (28th)      | Superman: Filmul                                                     | [ 1 ]  |
| 2001 (28th)      | Suspiria (Limited Edition)                                           | [ 1 ]  |
| 2002 (29th)      | E.T. Extraterestrul (Ultimate Gift Set)                              | [ 2 ]  |
| 2002 (29th)      | Back to the Future: The Complete Trilogy (Înapoi în viitor)          | [ 2 ]  |
| 2002 (29th)      | Frumoasa și bestia (Platinum Edition)                                | [ 2 ]  |
| 2002 (29th)      | Marea cursă                                                          | [ 2 ]  |
| 2002 (29th)      | Crepuscul                                                            | [ 2 ]  |
| 2002 (29th)      | Star Trek II: Furia lui Khan (The Director's Edition)                | [ 2 ]  |
| 2003 (30th)      | Aventurile lui Robin Hood (2-Disc Special Edition)                   | [ 3 ]  |
| 2003 (30th)      | 20 000 de leghe sub mări (Special Edition)                           | [ 3 ]  |
| 2003 (30th)      | Dead of Night                                                        | [ 3 ]  |
| 2003 (30th)      | Regele Leu (Platinum Edition)                                        | [ 3 ]  |
| 2003 (30th)      | A fost odată în vest (Special Collector's Edition)                   | [ 3 ]  |
| 2003 (30th)      | Jocuri pe șosea                                                      | [ 3 ]  |
| 2004 (31st)      | Dimineața morților (Ultimate Edition)                                | [ 4 ]  |
| 2004 (31st)      | Aladdin (Platinum Edition)                                           | [ 4 ]  |
| 2004 (31st)      | Duel pe autostradă (Collector's Edition)                             | [ 4 ]  |
| 2004 (31st)      | Balul vampirilor                                                     | [ 4 ]  |
| 2004 (31st)      | Monștrii                                                             | [ 4 ]  |
| 2004 (31st)      | THX 1138: The George Lucas Director's Cut                            | [ 4 ]  |
| 2005 (32nd)      | Vrăjitorul din Oz (3-Disc Collector's Edition)                       | [ 7 ]  |
| 2005 (32nd)      | Ben-Hur (4-Disc Collector's Edition)                                 | [ 7 ]  |
| 2005 (32nd)      | Musca (Collector's Edition)                                          | [ 7 ]  |
| 2005 (32nd)      | Gladiatorul (Extended Edition)                                       | [ 7 ]  |
| 2005 (32nd)      | King Kong (2-Disc Special Edition)                                   | [ 7 ]  |
| 2005 (32nd)      | Titanic (3-Disc Special Collector's Edition)                         | [ 7 ]  |
| 2006 (33rd)      | Godzilla (Gojira)                                                    | [ 8 ]  |
| 2006 (33rd)      | Planeta interzisă (50th Anniversary 2-Disc Special Edition)          | [ 8 ]  |
| 2006 (33rd)      | Mania (Five Year Mission Extended Edition 2-Disc Set)                | [ 8 ]  |
| 2006 (33rd)      | Coșmar pe Strada Ulmilor                                             | [ 8 ]  |
| 2006 (33rd)      | Căutătorii (50th Anniversary 2-Disc Special Edition)                 | [ 8 ]  |
| 2006 (33rd)      | She                                                                  | [ 8 ]  |
| 2006 (33rd)      | Această insulă pământească                                           | [ 8 ]  |
| 2007 (34th)      | The Monster Squad (2-Disc 20th Anniversary Edition)                  | [ 9 ]  |
| 2007 (34th)      | Aligatorul                                                           | [ 9 ]  |
| 2007 (34th)      | Cristalul întunecat (25th Anniversary Edition)                       | [ 9 ]  |
| 2007 (34th)      | Față în față (2-Disc Special Collector's Edition)                    | [ 9 ]  |
| 2007 (34th)      | Flash Gordon (Saviour of the Universe Edition)                       | [ 9 ]  |
| 2007 (34th)      | General vânător de vrăjitoare                                        | [ 9 ]  |
| 2008 (35th)      | Psycho (Universal Legacy Series)                                     | [ 10 ] |
| 2008 (35th)      | Casablanca (Ultimate Collector's Edition)                            | [ 10 ] |
| 2008 (35th)      | Școala tinerilor asasini (20th High School Reunion Edition)          | [ 10 ] |
| 2008 (35th)      | Coșmar înainte de Crăciun (Collector's Edition)                      | [ 10 ] |
| 2008 (35th)      | The Picture of Dorian Gray                                           | [ 10 ] |
| 2008 (35th)      | Frumoasa adormită (Platinum Edition)                                 | [ 10 ] |
| 2010 (37th)      | The Complete Metropolis                                              | [ 11 ] |
| 2010 (37th)      | Cronos (The Criterion Collection)                                    | [ 11 ] |
| 2010 (37th)      | Exorcistul (Extended Director's Cut)                                 | [ 11 ] |
| 2010 (37th)      | King Kong                                                            | [ 11 ] |
| 2010 (37th)      | Pandora și olandezul zburător (Deluxe Edition)                       | [ 11 ] |
| 2010 (37th)      | Psycho (50th Anniversary Edition)                                    | [ 11 ] |
| 2013 (40th)      | Halloween (35th Anniversary Edition)                                 | [ 12 ] |
| 2013 (40th)      | Călătorie fantastică                                                 | [ 12 ] |
| 2013 (40th)      | Casa bântuită                                                        | [ 12 ] |
| 2013 (40th)      | Casa de ceară                                                        | [ 12 ] |
| 2013 (40th)      | Nosferatu – Simfonia groazei (2-Disc Deluxe Remastered Edition)      | [ 12 ] |
| 2013 (40th)      | Omul de răchită: The Final Cut                                       | [ 12 ] |
| 2015 (42nd)      | Milă miraculoasă                                                     | [ 13 ] |
| 2015 (42nd)      | Balada macabră                                                       | [ 13 ] |
| 2015 (42nd)      | Frânghia și pistolul                                                 | [ 13 ] |
| 2015 (42nd)      | Domnița șoim                                                         | [ 13 ] |
| 2015 (42nd)      | The Monster That Challenged the World                                | [ 13 ] |
| 2015 (42nd)      | Povești de groază                                                    | [ 13 ] |
| 2015 (42nd)      | X: The Man with the X-Ray Eyes                                       | [ 13 ] |
| 2016 (43rd)      | Mașina timpului                                                      | [ 16 ] |
| 2016 (43rd)      | Destiny                                                              | [ 16 ] |
| 2016 (43rd)      | Donovan's Brain                                                      | [ 16 ] |
| 2016 (43rd)      | Gog 3D                                                               | [ 16 ] |
| 2016 (43rd)      | It Came from Outer Space                                             | [ 16 ] |
| 2016 (43rd)      | The Little Girl Who Lives Down the Lane                              | [ 16 ] |
| 2017 (44th)      | Barca de salvare                                                     | [ 17 ] |
| 2017 (44th)      | Caltiki − The Immortal Monster                                       | [ 17 ] |
| 2017 (44th)      | Deluge                                                               | [ 17 ] |
| 2017 (44th)      | The Maphisto Waltz                                                   | [ 17 ] |
| 2017 (44th)      | The Old Dark House                                                   | [ 17 ] |
| 2017 (44th)      | Tobor the Great                                                      | [ 17 ] |
| 2018/2019 (45th) | 2001: O odisee spațială (4K UHD)                                     | [ 18 ] |
| 2018/2019 (45th) | Deep Rising (20th Anniversary Edition)                               | [ 18 ] |
| 2018/2019 (45th) | Jack the Giant Killer                                                | [ 18 ] |
| 2018/2019 (45th) | Maximum Overdrive                                                    | [ 18 ] |
| 2018/2019 (45th) | The Reincarnation of Peter Proud (Special Edition)                   | [ 18 ] |
| 2018/2019 (45th) | The Spiral Staircase                                                 | [ 18 ] |
| 2019/2020 (46th) | Dr. Cyclops (Special Edition)                                        | [ 19 ] |
| 2019/2020 (46th) | 4D Man (Special Edition)                                             | [ 19 ] |
| 2019/2020 (46th) | The Day the Earth Caught Fire (Special Edition)                      | [ 19 ] |
| 2019/2020 (46th) | Hercules in the Haunted World (Special 2-Disc Edition)               | [ 19 ] |
| 2019/2020 (46th) | The Magic Sword (Special Edition)                                    | [ 19 ] |
| 2019/2020 (46th) | RoboCop (Director's Cut)                                             | [ 19 ] |
| 2019/2020 (46th) | The War of the Worlds (The Criterion Collection)                     | [ 19 ] |
| 2021/2022 (50th) | Teatrul însângerat (Special Edition)                                 | [ 20 ] |
| 2021/2022 (50th) | Incredibilul om miniaturizat (The Criterion Collection)              | [ 20 ] |
| 2021/2022 (50th) | Stăpânul lumii (Special Edition)                                     | [ 20 ] |
| 2021/2022 (50th) | The Secret of the Blue Room                                          | [ 20 ] |
| 2021/2022 (50th) | Village of the Giants                                                | [ 20 ] |
| 2021/2022 (50th) | Minunata lume a fraților Grimm (Deluxe 2-Disc Special Edition)       | [ 20 ] |
| 2022/2023 (51st) | Invadatori din Marte (4K UHD)                                        | [ 21 ] |
| 2022/2023 (51st) | Attack of the 50 Foot Woman                                          | [ 21 ] |
| 2022/2023 (51st) | It Came from Outer Space (4K UHD)                                    | [ 21 ] |
| 2022/2023 (51st) | It! The Terror from Beyond Space (Special Edition)                   | [ 21 ] |
| 2022/2023 (51st) | Candidatul manciurian (4K UHD)                                       | [ 21 ] |
| 2022/2023 (51st) | Noaptea vânătorului (4K UHD)                                         | [ 21 ] |
| 2022/2023 (51st) | Secretul incașilor (Special Edition)                                 | [ 21 ] |
| 2023/2024 (52nd) | Invazia jefuitorilor de trupuri (4K UHD)                             | [ 22 ] |
| 2023/2024 (52nd) | I Walked with a Zombie / A șaptea victimă (The Criterion Collection) | [ 22 ] |
| 2023/2024 (52nd) | Ucigașii de femei (4K UHD)                                           | [ 22 ] |
| 2023/2024 (52nd) | Coșmar pe Strada Ulmilor (4K UHD)                                    | [ 22 ] |
| 2023/2024 (52nd) | Recuperatorii (The Criterion Collection)                             | [ 22 ] |
| 2023/2024 (52nd) | Reptilicus (4K UHD)                                                  | [ 22 ] |